# Konstanty Zefiryn Wapowski
Konstanty Zefiryn Wapowski herbu Nieczuja – stolnik koronny w latach 1699-1703, podkomorzy przemyski w latach 1699-1713, sędzia grodzki przemyski w 1692 roku, chorąży sanocki w latach 1684-1699, miecznik przemyski w latach 1682-1684, sędzia kapturowy ziemi przemyskiej w 1696 roku.
Poseł na sejm 1690 roku i na sejm 1693 roku z ziemi przemyskiej. Sędzia skarbowy ziemi sanockiej w 1690 roku. Egzaktor podatków ziemi przemyskiej w 1683 roku.
Poseł sejmiku generalnego województwa ruskiego na sejm konwokacyjny 1696 roku. Po zerwanym sejmie konwokacyjnym 1696 roku przystąpił 28 września 1696 roku do konfederacji generalnej. Poseł na sejm 1701 roku i sejm z limity 1701-1702 roku z ziemi przemyskiej. 